# اکسپرسیونیسم آلمان
اکسپرسیونیسم آلمان (به انگلیسی: German Expressionism) جنبشی در سینمای آلمان بود که در سال‌های پس از جنگ جهانی اول، رشد و گسترش یافت. فیلمی که این جنبش را به راه انداخت مطب دکتر کالیگاری اثر کارگردان اتریشی رابرت وینه بود. اغراق در نمایش اشیاء، دقت به جزئیات صحنه، تأکید بر تقارن، تضاد و پرهیز از پرداختن به جزئیات واقعیت روایی از بارزترین ویژگی‌های فرمال این جنبش سینمایی است. زیگفرید کراکائر نظریه‌پرداز سینمایی در کتاب از کالیگاری تا هیتلر: تاریخ روانشناسانهٔ سینمای آلمان، در تحلیل محتوای سینمای آلمان، گرایش‌های اجتماعی و روانی حاکم بر آلمان در سال‌های بین جنگ جهانی اول تا جنگ جهانی دوم (۱۹۱۸–۱۹۳۳) را بررسی می‌کند و بر پایه اقبال عمومی به فیلم‌های پرفروش و تحلیل مضمون‌های این فیلم‌ها، اطلاعاتی از جامعه آلمانی قبل از هیتلر به دست می‌دهد و معتقد است می‌شد ظهور یک دیکتاتور را در آلمان پیش‌بینی کرد.

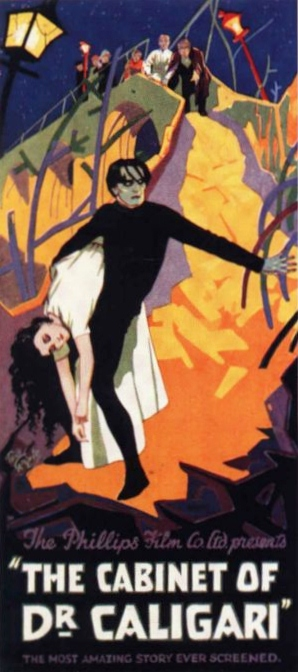
پوستر فیلم مطب دکتر کالیگاری اثر رابرت وینه(۱۹۲۰)

## زمینه پیدایش و گسترش

### زمینه هنری
اصطلاح اکسپرسیونیسم (به انگلیسی: Expressionism) که در زبان‌های انگلیسی و فرانسه به کار می‌رود، اصلاً از اصطلاح آلمانی آن (به آلمانی: Expressionismus) ماخوذ گردیده، زیرا این مکتب در آلمان در ارتباط با هنر نقاشی ظاهر شده و سپس وارد مقولهٔ ادبیات و سینما گردیده است. تولد اکسپرسونیسم در نقاشی (حدود سال ۱۹۰۵) در آلمان رخ داد و هواداران آن می‌کوشیدند از بازنمایی واقع گرایانهٔ واقعیت‌های خارجی خودداری کرده و به جای آن تصورات و ذهنیات شخصی خود را از جهان جلوه دهند. در نقاشی اکسپرسیونیسم با فعالیت‌های دو گروه بالید. گروه پل در سال ۱۹۰۶ تشکیل شد و اعضایش را ارنست لودویگ کیرشنر و اریش هکل تشکیل داده بودند. بعدها در سال ۱۹۱۱ گروه سوارکار آبی تأسیس شد؛ فرانتز مارک و واسیلی کاندینسکی از حامیان این گروه بودند. دیگر هنرمندان شهیر اکسپرسیونیستی اسکار کوکوشکا و لیونل فینینگر بودند.

### زمینه‌های اقتصادی و سیاسی
صنعت سینمای آلمان در سال‌های جنگ و پس از جنگ جهانی اول به شدت رشد کرد. توسعهٔ صنعت سینمای آلمان در سال‌های جنگ معلول انزوایی بود که به خاطر ممنوعیت ورود بسیاری از فیلم‌های خارجی از سوی دولت از سال ۱۹۱۶ اعمال می‌شد. با وجود چنین رشدی باز اگر دولت آلمان بلافاصله بعد از جنگ ممنوعیت سال ۱۹۱۶ ورود فیلم‌های خارجی را لغو می‌کرد، سیل فیلم‌های خارجی و عمدتاً آمریکایی به بازار داخلی آلمان سرازیر می‌شد. اما دولت آلمان برخلاف دولت فرانسه، در این دوره از صنعت فیلمسازی حمایت کرد. ممنوعیت ورود فیلم‌های خارجی تا ۳۱ دسامبر ۱۹۲۰ ادامه یافت و این امر به تولید کنندگان فرصت داد پنج سال با کمترین رقابت خارجی در بازار داخلی آلمان به فعالیت خود ادامه دهند.
اقتصاد آلمان بر اثر جنگ اول جهانی، به شدت آسیب دید و تورمی فزاینده زندگی اقتصادی مردم آلمان را درنوردید. اما صنایع بزرگ از این تورم در آلمان سود می‌بردند. نخست به این دلیل که مردم دلیلی برای پس انداز کردن پول خود نداشتند، چون ارزش آن به سرعت از دست می‌رفت. حقوق بگیران می‌خواستند پولشان را تا دیر نشده و هنوز چیزی در ازای آن می‌دهند خرج کنند و سینما یکی از کالاهایی بود که در دسترس همگان بود. علاوه بر این تورم مشوق صادرات بود و واردات را ترغیب نمی‌کرد و این امر در سطح بین‌المللی به سود شرکت‌های آلمانی بود.

## مولفه‌های سبکی

### طراحی صحنه و دکور
فیلم‌های اکسپرسیونیستی آلمانی به میزان غیرعادی بر ترکیب بندی تصویری تک تک نماها تأکید می‌کنند. هرمان وارم (که روی دکورهای مطب دکتر کالیگاری و دیگر فیلم‌های اکسپرسیونیستی کار کرده بود) در سال ۱۹۲۶ به این اعتقاد رسیده بود که «تصویر سینمایی باید به یکی از هنرهای گرافیک تبدیل شود.» در فیلم‌های کلاسیک موجود انسانی مهمترین عنصر بیانی است و دکورها، لباس‌ها و نور در مقایسه با بازیگران حالت فرعی دارند. در فیلم‌های اکسپرسیونیستی، حالت بیانگر مرتبط با عنصر انسانی به همه وجوه میزانسن تسری پیدا می‌کند. دکور نه تنها به عنوان یک عنصر زنده عمل می‌کرد، بلکه بدن بازیگر نیز به یک عنصر دیداری بدل می‌شد. فیلم‌های اکسپرسیونیستی برای ترکیب دکور، لباس، آدم‌ها و نور تکنیک‌های گوناگونی به کار می‌بردند. استفاده از سطوح استیلیزه، تقارن، از ریخت افتادگی، اغراق و همنشینی شکل‌های همانند از این جمله‌اند؛ سطوح استیلیزه کمک می‌کردند عناصر ناهمگون درون میزانسن همانند به نظر بیایند. تقارن راهی بود برای ترکیب بازیگران، لباس‌ها و دکور با هدف تأکید بر ترکیب بندی کلی تصویر و شاید آشکارترین و غالب‌ترین خصوصیت اکسپرسیونیسم استفاده آن از ریخت افتادگی و اغراق باشد.

### بازیگری
از دید بیننده امروزی بازی‌های فیلم‌های اکسپرسیونیستی صرفاً نمونه‌های افراطی بازیگری سینمای صامت هستند. اما واقعیت این است که بازی اکسپرسیونیستی تعمداً اغراق شده و موکد بوده تا با سبک کلی میزانسن سازگار باشد. در نماهای عمومی حرکات بازیگران گاه به رقص می‌ماند و بازیگران در مسیرهایی حرکت می‌کردند که دکور الزام می‌کرد. این از مواردی است که یک تابلوی اکسپرسیونیستی شامل حرکت هم هست و صرفاً یک ترکیب بندی ایستا نیست. بازی‌های اغراق شده در فیلم‌های اکسپرسیونیستی در فرم عمومی بدن، حرکت اعضا و بدن و در میمیک صورت است. بازی این بازیگران را نباید با ملاک‌های بازی واقع گرا داوری کرد، بلکه باید دید این حرکات چگونه با میزانسن عمومی جور در می‌آیند.

### نورپردازی
بیشتر اوقات در فیلم‌های اکسپرسیونیستی از نورپردازی ساده اما با کانتراست زیاد زوایای تیز و تاریکی و روشنی زیاد استفاده می‌شد و با روشن کردن صحنه به صورت تخت و هموار، بر پیوند آدم‌ها و دکور تأکید می‌شود. در برخی از موارد از سایه‌های زیاد و تاریک اما با زوایای تیز (به خلاف نورپردازی رامبراندی) برای از ریخت انداختن افزون تر اشیا و آدم‌ها استفاده می‌شود. سینمای اکسپرسیونیسم آلمان با شیوهٔ نورپردازی اش تأثیر مهمی بر آوانگاردیسم متقدم سینمایی نهاد.

### سایر مولفه‌ها
تدوین در بیشتر موارد ساده است و از روش‌های تدوین تداومی مانند نما/نمای عکس و در هم برش زدن نماهایی از دو مکان متفاوت بهره‌برداری می‌شود. ریتم این فیلم‌ها در مقایسه با فیلم‌های دیگر کشورها کند است. استفاده از امکانات دوربین هم معمولاً کارکردگرا بوده و نه در خدمت آفرینش چشم اندازهای تماشایی و پر زرق و برق. بسیاری از دکورهای اکسپرسیونیستی از پرسپکتیو نادرست بهره می‌گرفتند تا وقتی دوربین از زاویه خاصی صحنه را می‌گیرد ترکیب بندی تصویر نهایی مطلوب باشد؛ بنابراین حرکت دوربین و زوایای سربالا و سرپایین هم در این فیلم‌ها اندکند؛ دوربین در بیشتر موارد موضوع را از روبرو می‌گیرد و ارتفاع آن در سطح سینه یا چشم آدمی است.

## مولفه‌های تماتیک
محتوا و مضمون بیشتر این فیلم‌ها به ویژگی‌های روانی انسان باز می‌گردد و به نوعی، آغاز پرداخت روان کاوانه شخصیت‌ها در سینما به‌شمار می‌آید. اما مایه اصلی روایت در سینمای اکسپرسیونیستی، عدم قطعیت است. قطعیت، با پرداختی ذهنی که به داستان وجود دارد، به چالش کشیده می‌شود و زمینه برای برداشت‌های ذهنی متفاوت از ماجرا باز می‌ماند. به روایتی می‌توان گفت "موضوع فیلم‌ها به یک نسبت سورئال و گوتیک بود و به کنش‌ها و واقعیت‌های غیرطبیعی می‌پرداخت. فیلم‌ها بازتاب ذهنیت و اغلب دنیای دیوانهٔ یک کاراکتر بر روی پرده بودند. روایت‌ها در گذشته و مکان‌های عجیب و غریب رخ می‌داد و عناصر داستانی تخیلی و وحشتناک در فیلم‌های اکسپرسیونیستی وجود داشت.
بی‌اعتمادی به واقعیت ظاهری و گریز از عینیت، تقدیر گرایی و رجوع به ناخودآگاه روان انسان‌ها، از اصلی‌ترین ویژگی‌های روایی و مفهومی این آثار است و به جای توصیف واقعیت، این فیلم‌ها به تصویر خیال می‌پردازند. تأکید بر تم از خود بیگانگی در بسیاری از کارهای برجسته این جنبش و همچنین سیر تقدیرگرایانه وقایع، دو عنصر دیگر محتوایی و تماتیک در این آثار هستند.
منتقدانی از نسل‌های مختلف کوشیده‌اند تا خوانش‌های مختلفی از این جنبش ارائه کنند. برخی آن را بازتابی از روحیهٔ آلمانی در شرف جنون دانسته‌اند که دل‌مشغول مرگ است و آمادهٔ استقبال از فاشیسم. اما واقع بینانه تر این است که بگوییم این فیلم‌ها مظهر میل به گریز از واقعیت هولناک بحران اقتصادی و تورم و حتی گریز به بطن وحشت هستند.

## پایان جنبش اکسپرسیونیستی

پوستر فیلم متروپولیس اثر فریتس لانگ (۱۹۲۷)

اوج فیلم‌های اکسپرسیونیستی سال‌های ۱۹۲۰ تا ۱۹۲۴ بود. در آخرین سال نهضت تنها دو فیلم تولید شد که هر دو از تولیدات اوفا بودند: فاوست ساخته فریدریش ویلهلم مورنائو و متروپولیس به کارگردانی فریتس لانگ. نمایش فیلم دوم در ژانویه ۱۹۲۷ نقطه پایان جنبش اکسپرسیونیسم در سینمای آلمان بود. دو عامل مهم که به سقوط اکسپرسیونیسم کمک کردند یکی بودجه عظیم فیلم‌های اخیر بود و دیگری عزیمت فیلم سازان اکسپرسیونیست به هالیوود.
دلیل دیگری که می‌توان برای سقوط جنبش اکسپرسیونیستی در سینمای آلمان ذکر کرد، تغییر جو فرهنگی غالب کشور بود. بیشتر تاریخ نگاران هنر تاریخ پایان اکسپرسیونیسم در نقاشی را حول و حوش سال ۱۹۲۴ می‌دانند. این سبک که حدود یک دهه و نیم متداول بود به تدریج در هنرها و طراحی عامه پسند تحلیل رفت و دیگر آشناتر از آن بود که بتواند تأثیری بر هنرمندان آوانگارد داشته باشد. بسیاری از هنرمندان از عاطفه گرایی کج و معوج اکسپرسیونیسم روی برگرداندند و به سمت واقع گرایی و انتقاد اجتماعی سرد رفتند. البته این خصوصیت به اندازه کافی خاص نبود که بتواند جنبش متحدی را تشکیل دهند، اما از این گرایش‌ها به‌طور خلاصه به عنوان عینیت گرایی نو یاد می‌شد.

## تأثیر بر تاریخ سینما
فیلم‌های اکسپرسیونیستی میراث مهمی به یادگار گذاشتند که صرفاً در خود این فیلم‌ها خلاصه نمی‌شود، بلکه شامل تأثیری است که، به خصوص از باب سبک، بر فیلم وحشت و فیلم نوار نهادند. سبک اکسپرسیونیست آلمان و به خصوص جلوه‌های اعوجاجی آن که از طریق نورپردازی، صحنه آرایی و استفاده از سایه‌ها ایجاد می‌شد آشوب درونی و از خودبیگانگی همواره همراه فیلم نوار را بازتاب می‌داد. با این حال این رویدادهای سیاسی بود که این بده بستان را تکمیل کرد. در اواخر دهه ۱۹۳۰ و اوایل دهه ۱۹۴۰ به موازات افزایش تهدید جنگ و تداوم برنامه‌های ضد سامی، شمار چشمگیری از فیلمسازان و تکنسین‌های اروپایی به آمریکا، به‌خصوص هالیوود گریختند. بزرگترین تأثیر را فیلمسازان مهاجری بر جای نهادند که در آلمان کار کرده بودند و به نوعی با اکسپرسیونیسم آلمان همبستگی داشتند. فریتس لانگ، ژوزف فون اشترنبرگ، بیلی وایلدر، ریچارد سیودرمارک، اتو پره مینجر، داگلاس سیرک و ماکس افولس تنها معروف‌ترین نام‌ها هستند.
از نگاهی دیگر از نظر برخی منتقدان، فیلم‌های تخیلی و ترسناک دهه‌های بعدی سینما و درام‌های روان شناختی، به نوعی تأثیر گرفته از این جنبش سینمایی هستند. کارگردانانی مانند ریدلی اسکات و تیم برتون را تحت تأثیر این سنت سینمایی می‌دانند. همچنین آلن رنه در فیلم سال گذشته در مارین باد و باب رافلسون در پنج قطعه آسان نیز از این جنبش سینمایی تأثیر گرفته‌اند. هیچکاک که در دهه بیست در یکی از استودیوهای فیلمسازی آلمانی به عنوان دستیار کارگردان مشغول به کار بود نیز از این جنبش سینمایی تأثیر گرفته و نمونه این تأثیر را می‌توان در پرداخت شخصیت نورمن در فیلم روانی دید.

## وقایع نگاری سینمای اکسپرسیونیستی آلمان
| سال  | فیلم‌ها | رویدادها |
| ۱۹۲۰ | مطب دکتر کالیگاری ساخته رابرت وینه آلگول اثر هانس ورک مایستر گولم اثر پل وگنر و کارل بیوزه اصل ساخته رابرت وینه از سحر تا نیمه شب ساخته کارل هاینتس مارتین تورگوس به کارگردانی هانس کوبه | شرکت دکلا فیلم مطب دکتر کالیگاری به کارگردانی رابرت وینه را روانه پرده سینماها می‌کند؛ فیلمی که آغازگر جنبش اکسپرسیونیسم در سینما می‌شود. بهار: شرکت دکلا و دویچ بیوسکوپ در هم ادغام می‌شوند و شرکت دکلا بیوسکوپ را تشکیل می‌دهند. شرکت تازه بنیاد تحت ریاست اریش پومر بسیاری از فیلم‌های مهم اکسپرسیونیستی را تولید می‌کند. |
| ۱۹۲۱ | سرنوشت ساخته فریتس لانگ خانه‌ای بر ماه ساخته کارل هاینتس مارتین دکتر مابوزه قمارباز به کارگردانی فریتس لانگ                                                                               | نوامبر: اوفا دکلا بیوسکوب را جذب می‌کند، اما دکلا بیوسکوب در چارچوب اوفا به صورت واحد تولیدی مجزایی تحت سرپرستی پومر باقی می‌ماند. |
| ۱۹۲۲ | شبح اثر فریدریش ویلهلم مورنائو نوسفراتو اثر فردریش ویلهلم مورنائو | |
| ۱۹۲۳ | سایه‌ها کار آرتور رابینسون گنج ساخته گئورگ ویلهلم پابست راسکولنیکف اثر رابرت وینه روح زمین اثر لئوپولد یسنر                                                                               | |
| ۱۹۲۴ | نیبلونگن به کارگردانی فریتس لانگ در دو قسمت: زیگفرید و انتقام کریمهیلد دست‌های ارلاک ساخته رابرت وینه                                                                                     | پاییز: پایان تورم لجام گسیخته در آلمان |
| ۱۹۲۵ | تارتوف اثر فریدریش ویلهلم مورنائو وقایع نگاری خانه خاکستری به کارگردانی آرتور فون گرلاخ                                                                                                  | دسامبر: اوفا با وام‌هایی که از پارامونت و مترو گلدوین مایر می‌گیرد از ورشکستگی نجات پیدا می‌کند. |
| ۱۹۲۶ | فاوست اثر فریدریش ویلهلم مورنائو | فوریه: اریش پومر به ناچار از ریاست اوفا استعفا می‌دهد. |
| ۱۹۲۷ | متروپولیس ساخته فریتس لانگ | |